# لوسیانو گائودینو
لوسیانو گائودینو (انگلیسی: Luciano Gaudino؛ زادهٔ ۱۳ ژوئیهٔ ۱۹۵۸) بازیکن فوتبال اهل ایتالیا است.
از باشگاه‌هایی که در آن بازی کرده‌است می‌توان به باشگاه فوتبال رجینا، باشگاه فوتبال لودیجیانی کالچو، باشگاه فوتبال فروزینونه، باشگاه فوتبال باری، باشگاه فوتبال آ.ث. میلان، و باشگاه فوتبال وارزه اشاره کرد.
وی همچنین در تیم ملی فوتبال Italy U-20 بازی کرده‌است.